# Basznia Dolna

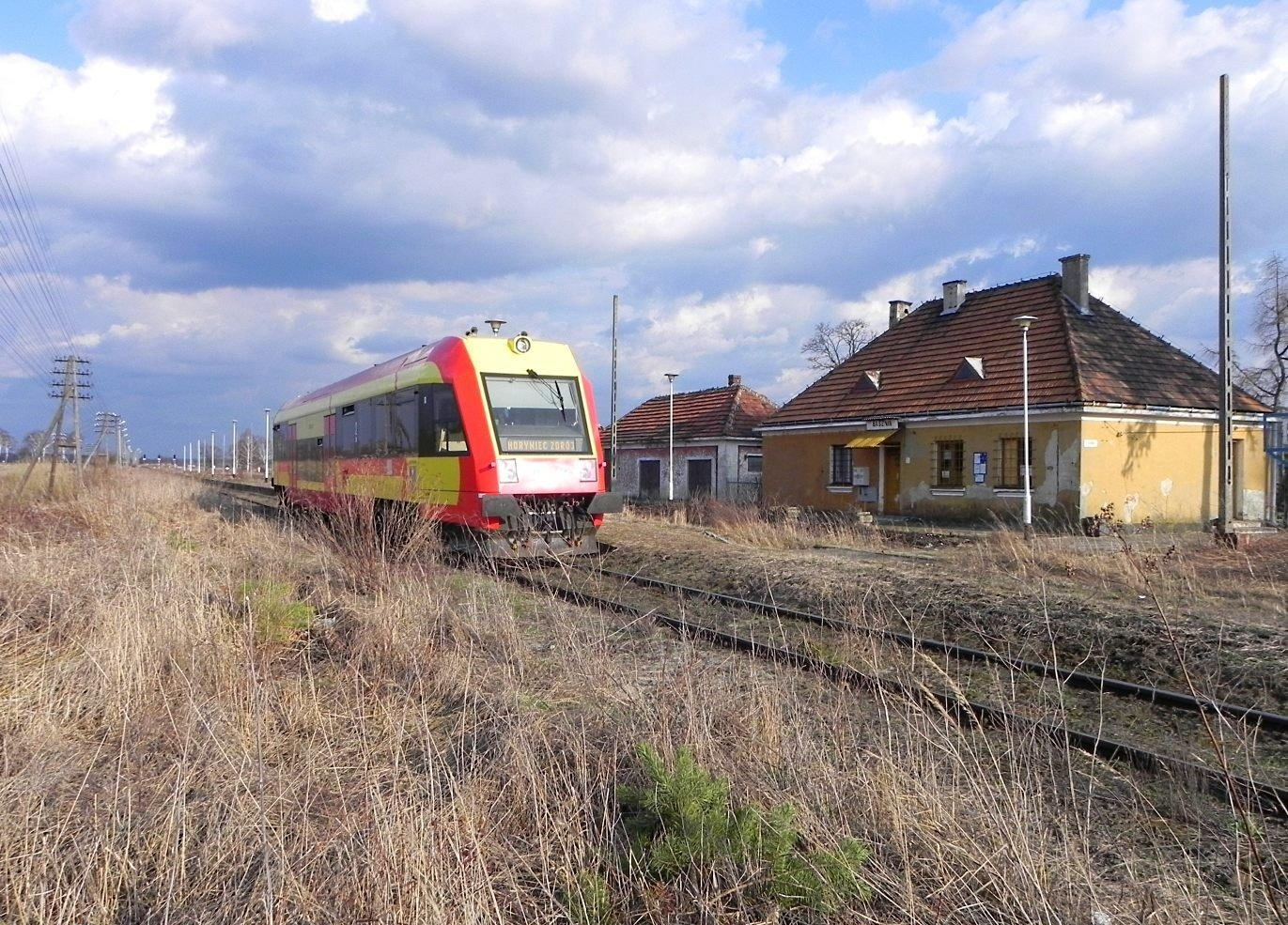
Bahnhof in Basznia Dolna

Basznia Dolna [ˈbaʂɲa ˈdɔlna] (ehemals Smolinka Dolna, 1977 bis 1981) ist ein Dorf in Polen im Karpatenvorland circa 30 km von der ukrainischen Grenze entfernt. Basznia Dolna gehört zum Kreis und der Landgemeinde Lubaczów.
Basznia Dolna liegt ungefähr 7 km von der Stadt Lubaczów und 88 km von der Landeshauptstadt Rzeszów entfernt.
Das Dorf hatte im Jahre 2008 eine Einwohnerzahl 1011 Einwohnern.